# Février 1830

## Événements
- Benjamin Constant publie dans la Revue de Paris les « Souvenirs historiques à l'occasion de l'ouvrage de M. Bignon » (fin en juillet).

- 1er février, France : L'Aumône de Victor Hugo paraît en plaquette chez Périaux à Rouen. Vendu au profit exclusif des ouvriers chômeurs et pauvres de Normandie.

- 3 février :
  - Protocole de Londres. La Grèce obtient son indépendance de l'Empire ottoman à la Conférence de Londres qui réunit le Royaume-Uni, la France et la Russie.
  - Sous le titre : « Pour les pauvres ouvriers de Bapaume et de Decauville », publication de L'Aumône de Hugo dans Le Globe.

- 7 février, France : préparatifs de l'expédition contre Alger.

- 12 février, France : Brifaut et Sauvo, censeurs, signent une note accusant Victor Hugo de n'avoir pas accepté toutes les corrections prescrites pour Hernani.

- 13 février - 20 février, France : le baron Trouvé autorise Victor Hugo à maintenir dans son texte des expressions blâmées.

- 15 février, France : première parution sous sa nouvelle forme du Globe (de Leroux et Dubois où Rémusat joue un rôle croissant).

- 19 février : formule d’Adolphe Thiers : « le roi de France règne et ne gouverne pas », qui résume la pensée de ceux qui se rallient à une monarchie parlementaire.

- 22 février, France : parution des Poésies de feu Charles Dovalle, avec une lettre-préface de Victor Hugo.

- 24 février, France : répétition générale d'Hernani.

- 25 février, France : première d'Hernani à la Comédie-Française. Trente-six représentations jusqu'au 22 juin.

## Naissances
- 5 février : Eugène Meeûs, homme politique belge († 12 novembre 1910).
- 6 février : Daniel Oliver, botaniste britannique († 21 décembre 1916).

## Décès
- 15 février : Antoine-Marie Chamans Comte de Lavalette (° 14 octobre 1769), directeur général des Postes sous le Premier Empire et proche de Napoléon Ier
- 23 février : Jean-Pierre Norblin de La Gourdaine, peintre, dessinateur, graveur et caricaturiste français naturalisé polonais (° 15 juillet 1745).